# Franz von Gaertner (Offizier)
Franz Karl Friedrich von Gaertner (* 4. November 1895 in Köln; † 20. April 1974 in Bonn-Bad Godesberg) war ein deutscher Offizier.

## Leben
Franz war der Sohn des preußischen Majors Karl von Gaertner (1855–1900) und dessen Ehefrau Ramona, geborene von Jordan (* 1869).

### Kaiserreich
Während des Ersten Weltkriegs wurde Gaertner als Kompanieführer, Bataillons- und Regimentsadjutant im 3. Posenschen Infanterie-Regiment Nr. 58 verwendet. 1918 wurde er in das 4. Garde-Regiment zu Fuß versetzt. Im Krieg wurde er mindestens einmal, im Herbst 1918, schwer verwundet.
Nach dem Kriegsende schied Gaertner als Oberleutnant aus dem Militär aus.

### Weimarer Republik
Nach dem Ersten Weltkrieg übernahm Gaertner als Landwirt eines der Güter seiner mütterlichen Familie. 1920 begann er eine landwirtschaftliche Lehrtätigkeit im Kreis Guben in der Niederlausitz auf einem Gute des Grafen Brühl-Pförten. Anlässlich der Reichstagswahl 1920 wirkte Gaertner am Aufbau eines bewaffneten Selbstschutzes in Guben mit, der die Ruhe und Ordnung in dem Gebiet gegen befürchtete Arbeiteraufstände aufrechterhalten sollte. Als Beauftragter des Kreisausschusses Guben traf Gaertner eine Vereinbarung mit dem Major Bruno Ernst Buchrucker, dem Kommandeur des in Cottbus stehenden gleichnamigen Freiwilligenbataillons, die darauf hinauslief, dass Gartner 2000 Gewehre, 14 Maschinengewehre und 400.000 Schuss Munition für den Selbstschutz Guben übergeben wurden.
Im Jahr 1921 beteiligte Gaertner sich an den deutsch-polnischen Grenzkämpfen anlässlich der Volksabstimmung in Oberschlesien vom März 1921 (siehe Oberschlesische Aufstände). Er kam dabei mit dem Freikorpsführer Manfred von Killinger in Kontakt und gewann, eigenen Angaben zufolge, „Anschluss“ an die Organisation Consul und den Wikingbund.
In den folgenden Jahren leitete Gaertner neben seiner Tätigkeit als Landwirt die Ortsgruppe des Wikingbundes in Glogau und beteiligte sich dabei an der paramilitärischen Jugendertüchtigung, die damals vom Militär im Zusammenspiel mit diversen rechtsgerichteten Organisationen in Form von sogenannten Volkssportkursen organisiert wurde. Zur NSDAP, die in der zweiten Hälfte der 1920er Jahre im Lager der politischen Rechten eine Rolle zu spielen begann, nahm Gartner während dieser Jahre eine distanzierte Haltung ein, u. a. aufgrund seiner negativen persönlichen Erfahrungen mit dem Gauleiter der NSDAP in Schlesien Helmuth Brückner. Stattdessen hielt er Verbindungen zu oppositionellen Abspaltungen der NSDAP wie der Schwarzen Front und der Stennes-Gruppe.
In den frühen 1930er Jahren betätigte Gartner sich im Grenzschutz Ost, einer Gruppe von militärischen Verbänden, die den Aufbau verdeckter Reserven planten, um das damals bedingt durch die Bestimmungen des Versailler Friedensvertrages recht kleine reguläre Militär im Falle von polnischen Übergriffen zu unterstützen.

### NS-Zeit
1933 ging Gaertner, da er Konflikte mit dem neuen Regime befürchtete, kurzzeitig als Farmer nach Südwestafrika, kehrte aber bereits nach kurzer Zeit nach Deutschland zurück. Dank der Protegierung des ihm seit dem Ersten Weltkrieg befreundeten Offiziers Walter von Reichenau, seit 1933 Leiter des Wehrmachtsamtes im Reichswehrministerium und rechte Hand des Reichswehrministers Werner von Blomberg, wurde Gaertner Ende 1933 als Offizier reaktiviert: Er wurde zunächst der neugeschaffenen Organisation „Chef des Ausbildungswesens“ (Chef AW), zugeteilt. Diese war Friedrich Wilhelm Krüger unterstellt und formal der SA angegliedert. Gaertner wurde dem schlesischen Beauftragten der Organisation, dem SA-Standartenführer von Winterfeld, als Stabsführer zugeteilt. Das Ausbildungswesen unter Krüger sollte SA-Angehörige für die geplante Einbindung der SA in die Landesverteidigung systematisch schulen, in enger Zusammenarbeit mit den offiziellen Dienststellen des Militärs. Gaertner als Stabsleiter der schlesischen Abteilung des Ausbildungswesens arbeitete dabei eng mit der Heeresdienststelle in Breslau zusammen. Reichenau hatte ihm dabei aufgetragen, eine Entwicklung der SA in eine ungewünschte Richtung an die Dienststellen des Militärs zu melden.
Nachdem die SA im Gefolge der Röhm-Affäre in der zweiten Jahreshälfte 1934 zahlenmäßig stark reduziert und die Dienststelle des Chefs AW zum Frühjahr 1935 abgewickelt wurde, wurde Gaertner in die Wehrmacht, die zu dieser Zeit dramatisch ausgebaut wurde, übernommen.
Im Zweiten Weltkrieg erreichte Gartner den Rang eines Obersten im Generalstab. Bei Kriegsende war er der letzte Oberste Quartiermeister der in Schleswig-Holstein internierten deutschen Truppenverbände.

### Nachkriegszeit
In den ersten Nachkriegsjahren war Gaertner Privatsekretär des ersten Nachkriegspremiers von Schleswig-Holstein Theodor Steltzer und Geschäftsführer des Steltzer-Kreises Mundus Christianus.
In der Nachkriegszeit war Gaertner kurzzeitig im Bundesgrenzschutz tätig. Er gehörte dem Bundesgrenzschutz-Kommando Nord in Hannover als Grenzschutzmajor an, bevor er 1951 aus gesundheitlichen Gründen in den Ruhestand versetzt wurde. In der Folgezeit plante er, Überlegungen über den zweckmäßigen Aufbau einer zukünftig zu gründenden neuen deutschen Armee in einer Denkschrift zusammenzufassen. Die Überlegungen betrafen Punkte wie geistige Truppenführung, staatspolitischen Unterricht und die demokratische Ausrichtung künftiger Militärangehöriger. Unter anderem schlug er die Abschaffung von Arrestzellen in Kasernen, eine Reduzierung der Strafbefugnisse von Kompaniechefs, Einschränkung der traditionellen militärischen Grußpflicht, zu etablierende Formen des öffentlichen Auftretens von Militärangehörigen in Zivilkleidung sowie, eingedenk der durch die Nürnberger Prozesse geschaffenen juristischen Novitäten, die bedingte Anerkenntnis einer Befehlsverweigerung aus Gewissensgründen vor.

## Ehe und Familie
Am 4. November 1920 heiratete Gaertner auf Gut Zützen Luisa Eva von Kleist (* 19. Dezember 1900 in Darmstadt; † 23. November 1990 in Hannover). Die Ehe wurde 1926 geschieden.

## Archivarische Überlieferung
Gaertners Nachlass wird heute vom Bundesarchiv unter der Signatur N 110 verwahrt. Zudem besitzt das Bundesarchiv-Militärarchiv eine Militärpersonalakte zu ihm (PERS 6/7298).

## Schriften
- Kampf um Raum und Brot. Deutsches Soldatentum in Südwestafrika. Berlin 1941.
- Scharnhorst. München 1954.
- Die Reichswehr in der Weimarer Republik. Erlebte Geschichte. Fundus Verlag, Darmstadt 1969.